# B.A.T. F.K.26
Die B.A.T. F.K.26 Commercial war ein für vier Passagiere ausgelegter, einmotoriger Doppeldecker des britischen Herstellers British Aerial Transport Company (B.A.T.) aus dem Jahr 1919. Sie gilt als das weltweit erste für Passagiertransporte entworfene Flugzeug. Da der Flugzeugmarkt von preisgünstigen ehemaligen Militärmaschinen beherrscht wurde, endete die Produktion bereits nach vier Exemplaren.

## Geschichte
Am Ende des Ersten Weltkrieges sah sich der Flugzeughersteller B.A.T. gezwungen, die Produktion auf zivile Modelle umzustellen. Der niederländische Entwicklungsleiter Frederick Koolhoven begann im November 1918 mit dem Entwurf eines Transportflugzeugs, in dessen geschlossener Kabine vier Passagiere untergebracht werden konnten. Der Pilot befand sich in einem offenen Cockpit hinter den Tragflächen. Die bis dahin verwendeten Verkehrsflugzeuge waren umgebaute Militärmaschinen, bei denen in den meisten Fällen auch die Fluggäste im offenen Cockpit saßen.
Der Prototyp der F.K.26 absolvierte im April 1919 seinen Erstflug. Obwohl die damaligen Fluggesellschaften kein Interesse an diesem vergleichsweise teuren Modell zeigten, entstanden bis November 1919 drei weitere Exemplare. Sie blieben zunächst im Besitz des Herstellers und wurden für Charterflüge in Großbritannien und im übrigen Europa genutzt.
Das zweite Flugzeug wurde im Juli 1919 auf der Luftfahrtausstellung in Amsterdam präsentiert. Danach diente es der kurzlebigen Fluggesellschaft COBOR auf der Strecke von London nach Amsterdam. Zu den Gründern der Fluggesellschaft gehörte auch Frederick Koolhoven.
Das dritte Modell war im Juli 1920 auf der Olympia Aero Show zu sehen. Das vierte Exemplar war das letzte von B.A.T. gebaute Flugzeug. Diese Maschine gelangte 1920 in den Besitz der Instone Air Line und wurde bis Juli 1922 für Charter- und Linienflüge zwischen London-Croydon und Paris eingesetzt.
Frederick Koolhoven, der nach dem Konkurs des Unternehmens in die Niederlande zurückgekehrt war, erwarb 1937 den Prototyp, ließ ihn restaurieren und schenkte ihn dem Luftfahrtmuseum am Flughafen Schiphol. Nachdem die deutsche Besatzung 1940 beschlossen hatte, alle noch flugfähigen Maschinen wieder in Betrieb zu nehmen, wurde das Flugzeug von Einheimischen in einem Polder versenkt.

## Konstruktion
Das Flugzeug bestand weitgehend aus Holz und war außen mit Stoff bespannt. Die Passagierkabine befand sich vorne im Schwerpunkt der Maschine und wies einen rechteckigen Querschnitt auf. Aus Stabilitätsgründen konnte sie nur durch sehr kleine Türen betreten werden. Der Rolls-Royce Eagle-Motor im Bug trieb einen Vierblattpropeller an.

## Technische Daten
| Kenngröße             | Daten                                            |
| --------------------- | ------------------------------------------------ |
| Besatzung             | 1                                                |
| Passagiere            | 4                                                |
| Länge                 | 12,61 m                                          |
| Spannweite            | 14,03 m                                          |
| Höhe                  | 3,43 m                                           |
| Startmasse            | 2050 kg                                          |
| Höchstgeschwindigkeit | 196 km/h                                         |
| Dienstgipfelhöhe      | 2440 m                                           |
| Reichweite            | 970 km                                           |
| Triebwerke            | ein Rolls-Royce Eagle VII-Kolbenmotor mit 261 kW |